# 勒热夫战役纪念碑

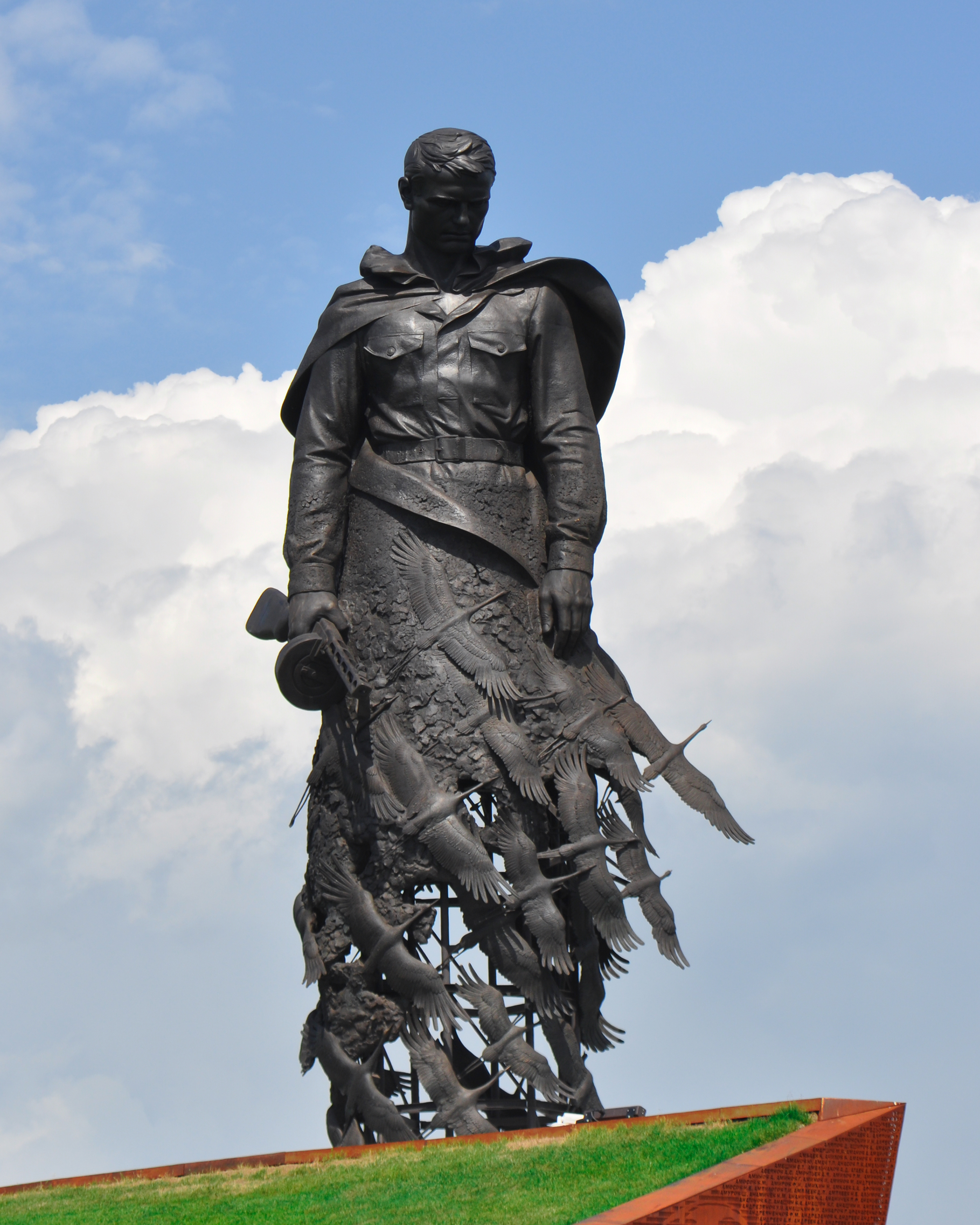
勒热夫战役纪念碑

勒热夫战役纪念碑是俄罗斯为了纪念苏德战争中的勒热夫战役所建造的一尊青铜雕塑，高25米，重80吨，由安德烈·科洛布佐夫和康斯坦丁·福明建造。雕塑根据勒热夫战役中参战士兵的真实形象制作，身穿军服，手握冲锋枪，双眼低垂，俯视自己深爱的土地，下半身化为飞翔的鹤群。2020年6月，俄罗斯总统普京与白俄罗斯总统卢卡申科为纪念碑揭幕，并向纪念碑献花。